# Ahmed Tasfaout
Ahmed Tasfaout (en arabe : أحمد تاسفاوت) connu sous le pseudo H'mida est un footballeur international algérien né le 10 novembre 1953 à Saïda. Il évoluait au poste d'avant-centre.
Il est le grand frère du footballeur international Abdelhafid Tasfaout.

## Biographie

### En club
Il évolue en première division algérienne avec le club de l'ASM Oran.

### En équipe nationale
Il reçoit trois sélections en équipe d'Algérie en 1976. Son premier match a lieu le 8 septembre 1976 contre la Libye (victoire 0-1). Son dernier match a lieu le 1er novembre 1976 contre la même équipe (victoire 2-0).

## Palmarès
ASM Oran
- Coupe d'Algérie :
  - Finaliste : 1980-81 et 1982-83.